# Glutatione-CoA-glutatione transidrogenasi
La glutatione-CoA-glutatione transidrogenasi è un enzima appartenente alla classe delle ossidoreduttasi, che catalizza la seguente reazione:
CoA + glutatione disolfuro ⇄ CoA-glutatione + glutatione